# Associazione Sportiva Cusiana 1933-1934
Questa pagina raccoglie i dati riguardanti l'Associazione Sportiva Cusiana nelle competizioni ufficiali della stagione 1933-1934.

## Rosa
| N. |                   | Ruolo | Calciatore        |
| -- | ----------------- | ----- | ----------------- |
|    | Italia (bandiera) | C     | Arrighi           |
|    | Italia (bandiera) | P     | Giovanni Bazzetta |
|    | Italia (bandiera) | D     | Braggio           |
|    | Italia (bandiera) | A     | Enrico Bretto     |
|    | Italia (bandiera) | D     | Adolfo Bricchi    |
|    | Italia (bandiera) | C     | Emilio Cagnoli    |
|    | Italia (bandiera) | C     | Luigi Carmagnola  |
|    | Italia (bandiera) | D     | Cavagnini         |
|    | Italia (bandiera) | P     | Vittorio Cristina |
|    | Italia (bandiera) | C     | De Sabbata        |

| N. |                   | Ruolo | Calciatore       |
| -- | ----------------- | ----- | ---------------- |
|    | Italia (bandiera) | A     | Angelo Fatti     |
|    | Italia (bandiera) | D     | Francesetti      |
|    | Italia (bandiera) | A     | Giovanni Manini  |
|    | Italia (bandiera) | D     | Martinoli        |
|    | Italia (bandiera) | A     | Ortazzo          |
|    | Italia (bandiera) | D     | Pancella         |
|    | Italia (bandiera) | A     | Mario Peroni     |
|    | Italia (bandiera) | D     | Adriano Rossetti |
|    | Italia (bandiera) | C     | Ernesto Vergnano |
|    | Italia (bandiera) | A     | Zanni            |